# Mikaila
Mikaila właściwie Mikaila Dominique Enriquez (ur. 15 grudnia 1986 roku w Edmond w stanie Oklahoma), to amerykańska wokalistka. W 2001 roku mając 14 lat wydała swój debiutancki album zatytułowany Mikaila wydany nakładem Island Records. Obecnie brak jest doniesień o działalności artystycznej wokalistki.

## Dyskografia

### Albumy
- Mikaila (2001)

### Single
- So In Love With Two (2000)
- Take Care Of Me (2009)